# 전남친 ← 리트라이
전남친 ← 리트라이(모토카레 리트라이, 일본어: モトカレ←リトライ, 영어: Motokare Retry)는 하나야 엔의 일본 만화 시리즈이다. 전남친 ← 리트라이는 월간 소녀 만화 잡지 치즈!에 연재되었다. 실사 TV 드라마 각색은 2022년 4월 7일부터 2022년 5월 26일까지 MBS TV의 프로그래밍 블록 드라마 도쿠의 19번째 항목으로 방송되었다.

## 줄거리
대학을 위해 도쿄로 이사한 하네키 미츠는 옆집 이웃이 중학교 시절 전 남자친구인 히라코 카에데라는 사실을 알게 된다. 미츠와 카에데는 서로에 대한 마음이 변하지 않았음을 깨닫고, 이별에 대한 오해를 풀고 다시 데이트를 시작한다.